# Siamak Pourzand
Siamak Pourzand (17 settembre 1931 – 29 aprile 2011) è stato un giornalista e critico cinematografico iraniano, imprigionato dalle autorità iraniane e morto suicida agli arresti domiciliari.

## Biografia
Corrispondente dagli Stati Uniti per il giornale Keyahn, intervistò Richard Nixon, raccontò il funerale di John F. Kennedy, fondò un centro culturale a Teheran. Scrisse inoltre per la rivista francese Cahiers du cinéma.
Nel 1998 raccontò i funerali di Darius e Parvaneh Forouhar, due intellettuali oppositori del governo e uccisi nella capitale iraniana.
Il 24 novembre 2001 venne rapito dagli agenti di sicurezza e torturato per farlo confessare in diretta TV crimini non commessi. Il 3 maggio 2002 venne condannato a 11 anni di carcere; brevemente rilasciato in occasione dell’arrivo di una delegazione europea a Teheran, tornò in prigione nel marzo 2003.
Ripetutamente ricoverato in ospedale per più infarti (trattenuto con catene a mani e piedi) nel 2004, due anni dopo le autorità concessero gli arresti domiciliari.
La figlia di Pourzand, Neda Soltan, venne uccisa durante le proteste post-elettorali del 2009-2010.
Siamak morì suicida il 29 aprile 2011, gettandosi dal sesto piano della casa dove abitava, lontano dalla moglie Merhangiz Kar (avvocato per i diritti umani, arrestata ed esiliata). Ufficialmente per "depressione".
La famiglia chiese la sepoltura nel cimitero Behesht-e Zahra di Teheran, riservato agli artisti. Le autorità si opposero, perché “Pourzand ha vissuto ed è morto in maniera antislamica”.

## Premi
Ricevette il Premio Oxfam Novib/PEN nel 2002.